# ジューロー・モニカ
ジューロー・モニカ（Gyúró Mónika, 1969年 - 2024年2月19日）は、ハンガリーの元女子競泳選手。
息子のベラスト・ダビド、娘のベラスト・エブリン、元夫のベラスト・ゾルターンも競泳ハンガリー代表で活躍した実績を持つ。
現役時代には自由形、背泳ぎ、個人メドレーで国際大会に出場し、10代の頃から複数種目でハンガリーチャンピオンに輝いた。1983年には14歳でヨーロッパ選手権に出場、1984年にはヨーロッパジュニア選手権で複数のメダルを獲得した。1985年のヨーロッパ選手権では400m自由形と800自由形で5位、400m個人メドレーで8位と3種目で入賞を果たし、1986年の世界選手権では400m自由形と200m背泳ぎでB決勝に進出した。
娘のエブリンが早産で生まれたことがきっかけとなり、未熟児の世話を行う病院を支援する活動を娘や息子たちと定期的に続けていた。
長い闘病の末、2024年2月19日に亡くなった。54歳没。

## 家族
息子のベラスト・ダビドは400m個人メドレーで2度の世界選手権銀メダリスト、長水路と短水路を通じて6度のヨーロッパチャンピオン。娘のベラスト・エブリンは5度のオリンピアン、長水路と短水路を通じて5度のヨーロッパチャンピオン、200m個人メドレーの元短水路世界記録保持者。元夫のベラスト・ゾルターンは200m背泳ぎと400m個人メドレーのオリンピックメダリスト、200m背泳ぎの世界チャンピオンとヨーロッパチャンピオン、400m個人メドレーの元世界記録保持者。

## 主要国際大会の成績
世界水泳連盟のウェブサイトなど参照
| 年             | 大会                      | 場所           | 種目             | 結果           | 記録           | 備考           |
| ハンガリー代表 | ハンガリー代表            | ハンガリー代表 | ハンガリー代表   | ハンガリー代表 | ハンガリー代表 | ハンガリー代表 |
| -------------- | ------------------------- | -------------- | ---------------- | -------------- | -------------- | -------------- |
| 1983           | ヨーロッパ選手権          | ローマ         | 800m自由形       | 予選12位       | 8分55秒43      |                |
| 1984           | ヨーロッパ ジュニア選手権 | ルクセンブルク | 200m自由形       | 銅メダル       | 2分03秒48      |                |
| 1984           | ヨーロッパ ジュニア選手権 | ルクセンブルク | 400m自由形       | 銅メダル       | 4分16秒62      |                |
| 1984           | ヨーロッパ ジュニア選手権 | ルクセンブルク | 800m自由形       | 銅メダル       | 8分44秒81      |                |
| 1984           | ヨーロッパ ジュニア選手権 | ルクセンブルク | 200m背泳ぎ       | 銀メダル       | 2分17秒72      |                |
| 1985           | ヨーロッパ選手権          | ソフィア       | 400m自由形       | 5位            | 4分15秒73      |                |
| 1985           | ヨーロッパ選手権          | ソフィア       | 800m自由形       | 5位            | 8分46秒54      |                |
| 1985           | ヨーロッパ選手権          | ソフィア       | 400m個人メドレー | 8位            | 4分55秒23      |                |
| 1986           | 世界選手権                | マドリード     | 400m自由形       | B決勝5位       | 4分18秒80      |                |
| 1986           | 世界選手権                | マドリード     | 800m自由形       | 予選23位       | 9分03秒94      |                |
| 1986           | 世界選手権                | マドリード     | 200m背泳ぎ       | B決勝3位       | 2分17秒39      |                |